# SV Argon
Sport Vereniging Argon é um clube holandês de futebol de Mijdrecht, na Holanda. Foi fundado em 13 de junho de 1971 e disputa a Topklasse, o terceiro nível do futebol holandês. Manda seus jogos no estádio Gemeentelijk sportpark Hoofdweg, que tem capacidade para 3.500 espectadores.